# Le Favril, Eure-et-Loir

Le Favril este o comună în departamentul Eure-et-Loir, Franța. În 1 ianuarie 2022 avea o populație de 365 de locuitori.